# (31846) Elainegillum
2000 DQ47 (asteroide 31846) é um asteroide da cintura principal. Possui uma excentricidade de 0.17695300 e uma inclinação de 3.22415º.
Este asteroide foi descoberto no dia 29 de fevereiro de 2000 por LINEAR em Socorro.